# Elias Annes Borger
Elias Annes Borger (1784-1820) fue un teólogo y escritor de los Países Bajos.

## Biografía
Borger fue un teólogo y literato nacido en Frisia y de muy joven llamó la atención de sus profesores por su inteligencia y progresos, y pasó cinco años en  la universidad de Leyden donde fue nombrado en 1807 lector de hermenéutica sacra y después para obtener el grado de teología dio una explicación a la epístola a los gálatas.
En 1812, fue designado por un decreto del emperador de Francia, Napoleón Bonaparte, profesor-adjunto, cuyo avance le reportó muchos reproches, y cuando la universidad de Leyden fue restaurada en 1815, obtuvo la cátedra de teología, que cambia dos años después por la de bellas-artes, y en 1815 contrae matrimonio pero el infortunio se ceba en su vida falleciendo sus dos mujeres en un accidente de carruaje en 1819, cosa que le minó la moral falleciendo a los 35 años en 1820.
Borger formado en la cátedra del célebre predicador Petrus Broes devino uno de los mejores oradores de la iglesia reformada, y Mathias Siegenbeeek (1774-1854), su colega, profesor de literatura en la universidad de Leyden, quien estudió latín y griego y bellas letras, y fue pastor de la iglesia protestante menonita, en su obra <<Pecisos de la historia literaria de los Países Bajos>>, traducida al francés por el abogado J.H. Lebrocquy, Gand, 1827, dice que los sermones de Borger relevan un genio original, brilante y sublime, un espíritu cultivado y penetrante, y Borger obtuvo igualmente el aplauso en la literatura antigua, en historia y en la misma poesía holandesa, y su capacidad filológica se manifiesta en el examen que hizo en <<Letter-Oeffeningen>> y muestra también su dominio del latín en  su  obra <<Curso de historia pragmática>>. 
La Sociedad holandesa de ciencias coronó las Memorias de Boreger por su utilidad de tratar empiricamente la historia, y dejó Borger un tratado de misticismo escrita para la Sociedad Teylerienne de Harlem, y demostró también grandes conocimientos en filosofía, amante de la claridad, generaliza sus sarcasmos contra los sistemas de lo absoluto y la identidad, su ironía evalúa a Immanuel Kant, Johann Gottlieb Fitche y Friedrich Schelling.

## Obras
- Leerredenen, J. Allart, 1821, 2 vols.
- Disputatio de mysticismo, Hagae Comitum, 1820.
- Zijn leven..., T.E. Jansen, 1820.
- Disputatio de historia pragmatica, Hagae Comitum, 1818.
- De constanti et aequilibri Jesus Christi indole:..., Luguni Batavorum, 1816.
- Oratio de modesto ac prudenti sacarrum literarum interprete:..., Haak et socios, 1808.
- Specimen hermeneuticum inaugurale,.., Haak et socios,1807.
- Interpretatio epistolae Pauli ad Galatas, Lugduni,1807.ç
- Otras.